# Hermann von Münster (Domherr, † nach 1408)
Hermann von Münster (* 14. Jahrhundert; † 15. Jahrhundert) war ein römisch-katholischer Geistlicher und von 1359 bis 1408 Domherr in Münster.

## Leben
Hermann von Münster besiegelte das Kapitelstatut vom 21. September 1313 nachträglich und findet erstmals 1359 als münsterischer Domherr urkundliche Erwähnung. Nach einem Studium in Bologna wurde er bischöflicher Kapellan. Seit dem 1. Mai 1394 war er im Besitze des Archidiakonats in Frenswegen. In diesen Ämtern blieb er bis 1408. Ob verwandtschaftliche Beziehungen zu dem Domherrn Heinrich von Münster bestanden, ist nicht überliefert.